# Parahippus
Parahippus es un género extinto de perisodáctilos prehistóricos, muy similar a Miohippus, pero levemente mayor, rondando el metro de altura hasta los hombros.
Hace unos 20 millones de años, durante el período Mioceno, La Tierra estaba cambiando drásticamente: grandes planicies se desarrollaban, surgían grandes sistemas montañosos y se reducían los bosques y pantanos. Se cree que estos cambios afectaron la evolución de los ancestros de los caballos.

## Descripción
Parahippus era mayor que Miohippus, con pata y rostro más alargados. Los huesos de las patas estaban fusionados y esto, junto con su musculatura, le permitía a Parahippus moverse con zancadas hacia adelante y atrás. La rotación flexible de las patas desapareció, de modo que el animal esta mejor adaptado para correr rápidamente sobre terreno abierto sin moverse de lado a lado. Aún más importante, Parahippus era capaz de estar de pie solo sobre su dedo medio, en vez de caminar sobre almohadillas, lo cual le permitía moverse con rapidez; su peso era soportado por ligamentos bajo el menudillo al gran dedo central. Los dedos laterales eran casi vestigiales, y apenas si tocaban el suelo.
Dado que los árboles y arbustos comenzarona escasear, estos animales fueron forzados a subsistir de los pastos que por entonces comenzaban a expandirse en las zonas de praderas, y sus dientes se adaptaron de manera acorde. Las crestas extra en los molares que eran variables en Miohippus se volvieron permanentes en Parahippus. Los molares desarrollaron coronas altas y un duro recubrimiento para masticar los pastos, los cuales generalmente tienen un alto contenido de mineral de sílice.